# Daletice
Daletice – wieś (obec) na Słowacji, w kraju preszowskim w powiecie Sabinov. Pierwsze wzmianki o miejscowości pochodzą z roku 1320.
Według danych z dnia 31 grudnia 2010 wieś zamieszkiwały 92 osoby, w tym 43 kobiety i 49 mężczyzn.
W 2001 roku względem narodowości i przynależności etnicznej całość populacji stanowili Słowacy. 71,03% spośród mieszkańców wyznawało rzymskokatolicyzm, 29,04% protestantyzm, a 0,93% nie wyznawało żadnej religii. We wsi znajdowało się 37 domostw.